# Beautiful World/Kiss & Cry
〈Beautiful World/Kiss & Cry〉는 우타다 히카루의 19번째 싱글이다.

## 개요
우타다에게 있어서 이혼 후 첫 싱글 작품이다. 양 A면 싱글로의 발매는 11번째 싱글 〈SAKURA드롭스/Letters〉 이래 5년 만이 된다.

## 수록곡
1. Beautiful World
  - 애니메이션 영화 《에반게리온: 서》 테마 송
2. Kiss & Cry
  - 닛신 식품 《컵 누들》 TV CM 〈FREEDOM〉 시리즈 테마 송
3. Fly Me To The Moon (In Other Words)-2007 MIX-
  - 애니메이션 영화 《에반게리온: 서》 예고편 테마 송
4. Beautiful World ｰOriginal Karaokeｰ
5. Kiss & Cry ｰOriginal Karaokeｰ
6. Fly Me To The Moon (In Other Words)-2007 MIX- ｰOriginal Karaokeｰ

## Beautiful World -PLANiTb Acoustica Mix-
〈Beautiful World -PLANiTb Acoustica Mix-〉는 우타다 히카루의 노래이다.